# 寡齿蛤
寡齿蛤（学名：Sarepta speciosa），是双壳纲弯锦蛤目的一种。舊屬弯锦蛤科，今獨立出來成為一個科寡齿蛤科（Sareptidae）。其种加词“speciosa”意为“外表美丽的”。

## 分佈
主要分布于韩国及中国大陆的東中國海和南中國海海域，常栖息在水深66-145米沉積物较粗的细砂底。